# Danielssenia stefannsoni
Danielssenia stefannsoni är en kräftdjursart som beskrevs av Willey 1920. Danielssenia stefannsoni ingår i släktet Danielssenia och familjen Pseudotachidiidae. Inga underarter finns listade i Catalogue of Life.